# Погрешность измерения
Погре́шность измере́ния — разность между измеренным значением величины, и опорным значением величины. 
Ранее для тех же целей использовалось определение термина как «отклонение результата измерения от её истинного (действительного) значения», изменение определения связано с изменением понятия «результат измерения». Погрешность измерения является характеристикой точности измерения.
Выяснить с абсолютной точностью истинное значение измеряемой величины, как правило, невозможно, поэтому невозможно и указать величину отклонения измеренного значения от истинного. Это отклонение принято называть погрешностью измерения. Возможно лишь оценить величину этого отклонения, например, при помощи статистических методов. На практике вместо истинного значения используют действительное значение величины хд, то есть значение физической величины, полученное экспериментальным путём и настолько близкое к истинному значению, что в поставленной измерительной задаче может быть использовано вместо него. Такое значение обычно вычисляется как среднестатистическое значение, полученное при статистической обработке результатов серии измерений. Это полученное значение не является точным, а лишь наиболее вероятным. Поэтому при записи результатов измерений необходимо указывать их точность. Например, запись T = (2,8 ± 0,1) с; P = 0,95 означает, что истинное значение величины T лежит в интервале от 2,7 с до 2,9 с с доверительной вероятностью 95 %.
Количественная оценка величины погрешности измерения — мера «сомнения в измеряемой величине» — приводит к такому понятию, как «неопределённость измерения». В то же время иногда, особенно в физике, термин «погрешность измерения» (англ. measurement error) используется как синоним термина «неопределённость измерения» (англ. measurement uncertainty).

## Классификация погрешностей измерений

### По способу выражения
Абсолютная погрешность
Абсолютной погрешностью называют величину, выраженную в единицах измеряемой величины. Её можно описать формулой {\displaystyle \Delta X=X_{\text{измеряемый}}-X_{\text{истинный}}.} Вместо истинного значения измеряемой величины на практике пользуются действительным значением {\displaystyle {X_{\text{д}}},} которое достаточно близко к истинному и которое определяется экспериментальным путём и может приниматься вместо истинного. Из-за того, что истинное значение величины всегда неизвестно, можно лишь оценить границы, в которых лежит погрешность, с некоторой вероятностью. Такая оценка выполняется методами математической статистики.
Относительная погрешность
Относительная погрешность выражается отношением {\displaystyle \delta X={\frac {\Delta X}{X_{\text{д}}}}.} Относительная погрешность является безразмерной величиной; её численное значение может указываться, например, в процентах.

### По источнику возникновения
Инструментальная погрешность
Эта погрешность определяется несовершенством прибора, возникающим, например, из-за неточной калибровки.
Методическая погрешность
Методической называют погрешность, обусловленную несовершенством метода измерений. К таким можно отнести погрешности от неадекватности принятой модели объекта или от неточности расчётных формул.
Субъективная погрешность
Субъективной является погрешность, обусловленная ограниченными возможностями, ошибками человека при проведении измерений: проявляется, например, в неточностях при отсчёте показаний со шкалы прибора.

### По характеру проявления
Случайная погрешность
Это составляющая погрешности измерения, изменяющаяся случайным образом в серии повторных измерений одной и той же величины, проведённых в одних и тех же условиях. В появлении таких погрешностей не наблюдается какой-либо закономерности, они обнаруживаются при повторных измерениях одной и той же величины в виде некоторого разброса получаемых результатов. Случайные погрешности неизбежны, всегда присутствуют в результате измерения, однако их влияние обычно можно устранить статистической обработкой. Описание случайных погрешностей возможно только на основе теории случайных процессов и математической статистики.
Математически случайную погрешность, как правило, можно представить белым шумом: как непрерывную случайную величину, симметричную относительно нуля, независимо возникающую в каждом измерении (некоррелированную по времени).
Основным свойством случайной погрешности является то, что искажения искомой величины можно уменьшить путём усреднения данных. Уточнение оценки искомой величины при увеличении количества измерений (повторных экспериментов) означает, что среднее случайной погрешности при увеличении объёма данных стремится к 0 (закон больших чисел).
Часто случайные погрешности возникают из-за одновременного действия многих независимых причин, каждая из которых в отдельности слабо влияет на результат измерения. По этой причине распределение случайной погрешности часто полагают «нормальным» (см. «Центральная предельная теорема»). «Нормальность» позволяет использовать в обработке данных весь арсенал математической статистики.
Однако априорная убеждённость в «нормальности» на основании центральной предельной теоремы не согласуется с практикой — законы распределения ошибок измерений весьма разнообразны и, как правило, сильно отличаются от нормального.
Случайные погрешности могут быть связаны с несовершенством приборов (например, с трением в механических приборах), с тряской в городских условиях, с несовершенством самого объекта измерений (например, при измерении диаметра тонкой проволоки, которая может иметь не совсем круглое сечение в результате несовершенства процесса изготовления).
Систематическая погрешность
Это погрешность, изменяющаяся по определённому закону (в частности, постоянная погрешность, не изменяющаяся от измерения к измерению). Систематические погрешности могут быть связаны с неисправностью или несовершенством приборов (неправильная шкала, калибровка и т. п.), неучтёнными экспериментатором.
Систематическую ошибку нельзя устранить повторными измерениями. Её устраняют либо с помощью поправок, либо «улучшением» эксперимента.
Деление погрешностей на случайные и систематические достаточно условно. Например, ошибка округления при определённых условиях может носить характер как случайной, так и систематической ошибки.
Грубая погрешность
Так называют погрешность, существенно превышающую ожидаемую, «промах». Как правило она проявляется в результате явной ошибки в проведении измерений, просчёта или неправильного чтения показаний прибора, что обнаруживается при повторных проверках. Результат измерения с грубой погрешностью исключают из рассмотрения и не используют при дальнейшей математической обработке.

## Оценка погрешности при прямых измерениях
При прямых измерениях искомая величина определяется непосредственно по отсчётному устройству (шкале) средства измерения. В общем случае измерения проводятся по определённому методу и при помощи некоторых средств измерений. Эти компоненты несовершенны и вносят свой вклад в погрешность измерения. Если тем или иным путём погрешность измерения (с конкретным знаком) удаётся найти, то она представляет собой поправку, которую просто исключают из результата. Однако достичь абсолютно точного результата измерения невозможно, и всегда остаётся некоторая «неопределённость», которую можно обозначить, оценив границы погрешности. В России методики оценки погрешности при прямых измерениях стандартизированы ГОСТом Р 8.736-2011 и Р 50.2.038-2004.
В зависимости от имеющихся исходных данных и свойств погрешностей, которые подвергаются оценке, используют различные способы оценки. Случайная погрешность, как правило, подчиняется закону нормального распределения, для нахождения которого необходимо указать математическое ожидание {\displaystyle M} и среднеквадратическое отклонение {\displaystyle \sigma .} В связи с тем, что при измерении проводится ограниченное число наблюдений, находят только наилучшие оценки этих величин: среднее арифметическое (то есть конечный аналог математического ожидания) результатов наблюдений {\displaystyle {\bar {x}}} и среднеквадратическое отклонение среднего арифметического {\displaystyle S_{\bar {x}}}:
{\displaystyle {\bar {x}}={\frac {\sum _{i=1}^{n}x_{i}}{n}}}; {\displaystyle S_{\bar {x}}={\sqrt {\frac {\sum _{i=1}^{n}(x_{i}-{\bar {x}})^{2}}{n(n-1)}}}.}
Доверительные границы {\displaystyle \varepsilon } оценки погрешности, полученной таким способом, определяются умножением среднеквадратического отклонения на коэффициент Стьюдента {\displaystyle t,} выбранный для заданной доверительной вероятности {\displaystyle P:}
{\displaystyle \varepsilon =tS_{\bar {x}}.}
Систематические погрешности в силу своего определения не могут быть оценены путём проведения многократных измерений. Для составляющих систематической погрешности, обусловленной несовершенством средств измерений, как правило, известны только их границы, представленные, например, основной погрешностью средства измерения.
Итоговая оценка границ погрешности получается суммированием вышеприведённых «элементарных» составляющих, которые рассматриваются как случайные величины. Эта задача может быть математически решена при известных функциях распределений этих случайных величин. Однако в случае систематической погрешности такая функция, как правило, неизвестна и форму распределения этой погрешности задают как равномерную. Основная трудность заключается в необходимости построения многомерного закона распределения суммы погрешностей, что практически невозможно уже при 3—4 составляющих. Поэтому используются приближённые формулы.
Суммарную неисключённую систематическую погрешность (метода, средств измерения, других источников), когда она состоит из нескольких {\displaystyle m} компонентов, определяют по следующим формулам:
{\displaystyle \Theta _{\sum }=\pm \sum _{i=1}^{m}\left|\Theta _{i}\right|} (если {\displaystyle m<3});
{\displaystyle \Theta _{\sum }(P)=\pm k{\sqrt {\sum _{i=1}^{m}\Theta _{i}^{2}}}} (если {\displaystyle m\geqslant 3}),
где коэффициент {\displaystyle k} для доверительной вероятности {\displaystyle P=0{,}95} равен 1,1.
Суммарная погрешность измерения, определяемая случайной и систематической составляющей, оценивается как:
{\displaystyle \Delta =K{\sqrt {S_{\bar {x}}^{2}+{\frac {\Theta _{\sum }^{2}}{3}}}}} или {\displaystyle \Delta =K{\sqrt {S_{\bar {x}}^{2}+\left({\frac {\Theta _{\sum }(P)}{k{\sqrt {3}}}}\right)^{2}}}},
где {\displaystyle K={\frac {\varepsilon +\Theta _{\sum }}{S_{\bar {x}}+{\frac {\Theta _{\sum }}{\sqrt {3}}}}}} или {\displaystyle K={\frac {\varepsilon +\Theta _{\sum }(P)}{S_{\bar {x}}+{\frac {\Theta _{\sum }(P)}{k{\sqrt {3}}}}}}.}
Окончательный результат измерения записывается как {\displaystyle A\pm \Delta (P),} где {\displaystyle A} — результат измерения ({\displaystyle {\bar {x}},}) {\displaystyle \Delta } — доверительные границы суммарной погрешности, {\displaystyle P} — доверительная вероятность.

## Оценка погрешности при косвенных измерениях
При косвенных измерениях искомая величина не измеряется непосредственно — вместо этого она вычисляется по известной функциональной зависимости (формуле) от величин (аргументов), получаемых прямыми измерениями. Для линейной зависимости методика проведения таких измерений математически строго разработана. При нелинейной зависимости применяются методы линеаризации или приведения. В России методика расчёта погрешности при косвенных измерениях стандартизирована в МИ 2083-90.